# Red Rose Speedway
《Red Rose Speedway》는 폴 매카트니 앤 윙스의 두 번째 음반이며, 매카트니가 비틀즈에서 나간 뒤 네 번째로 발매한 음반이다. 상업적으로 약한 성과를 보였던 음반 《Wild Life》 이후, 1971년에 출시했다. 《Red Rose Speedway》는 빌보드 200에서 1위를 차지하였다. 음반의 수록곡 〈My Love〉은 빌보드 핫 100에서 1위를 차지하였고, 《Red Rose Speedway》에서 가장 큰 성공을 거둔 곡이 되었다.

## 배경
1972년 초, 매카트니는 기타 연주자를 넣어 5인조 밴드로 늘리기로, 그리고 그룹과 함께 투어를 하기로 결심한다. 그룹은 수개월 동안 유럽을 가로질러, 《윙스 유니버시티 투어》를 시작한다.
1972년 동안, 앨범을 발매하지 않았고, 윙스는 겨우 다음의 세 싱글을 발매했다. 정치적 이유로 BBC에서 금지된 〈Give Ireland Back to the Irish〉, 〈Mary Had a Little Lamb〉, 그리고 약물 언급과 성적인 가사로 BBC에서 금지된 〈Hi, Hi, Hi〉.

## 녹음
《Red Rose Speedway》의 녹음은 1972년 3월에 시작되었다. 당초 더블 앨범으로 계획된 이 음반에 매카트니는 윙스의 결성 이전, 《Ram》 세션 기간 중 녹음했고 발매하지 않은 오리지널 곡을 수록하기로 결심했다. 〈Get on the Right Thing〉과 〈Little Lamb Dragonfly〉은 음반의 최종판에 수록된다. 세션은 3월 19일 런던의 올림픽 스튜디오에서 열렸고 1년 동안 산발적으로 계속되었다. 글린 존스는 올림픽 스튜디오의 세션에서 프로듀서로 초대되었으나, 이후 매카트니와의 여러 의견 충돌로 "이제야 서로를 존중해줄 수 있겠군."이란 말을 남기고 4월 17일에 작파하였다. 추가 녹음은 1972년 10월과 11월에 애비 로드 스튜디오와 올림픽에서 진행되었다. 그해 모건 스튜디오, 트라이던트 스튜디오, 그리고 아일랜드 스튜디오 등의 런던에 소재한 스튜디오에서도 녹음이 이루어졌다.

《Red Rose Speedway》는 정말 자신이 없는 음반이다... 거기엔 〈My Love〉가 있지만 뭔가가 빠져있다. 우리는 더 중후한 소리가 필요했다… 그건 끔찍하게 의심스러운 기간이었다.

음반은 매카트니에 의해 싱글 디스크로 단축되었다. 헨리 맥컬러에 따르면, 이는 더 많은 음반을 생산하고, 가격은 줄이기 위한 시도라고 한다. 하지만 그 결정은 EMI이 내린 것이었으며, 재료들은 충분할 만큼의 높은 수준이 아니었던 것으로 추정된다. 음반사는 성적이 좋지 못했던 윙스의 초기 싱글과 《Wild Life》를 유념하고 있었다. 공식적으로 발매된 음반에는 마지막에 〈Hold Me Tight〉, 〈Lazy Dynamite〉, 〈Hands of Love〉 그리고 〈Power Cut〉가 합쳐진 11분 가량의 메들리가 있다. 이는 비틀즈의 《Abbey Road》 메들리와 비슷한 스타일이다. 〈Power Cut〉은 1972년 광부 파업 당시 쓰여졌다. 데니 레인은 나중에 "밴드를 위한 전시회에 가깝다"며 원래 형태가 아닌 싱글 앨범으로 발매되어 실망을 표했다. 누락된 곡 중 레인이 작곡한 〈I Would Only Smile〉과 〈I Lie Around〉은 그가 리드 보컬을 맡기도 했다. 맥컬러도 공식적으로 발매된 음반에 매카트니의 록 위주 곡이 가벼운 곡으로 바뀐 것 때문에, 비슷하게 실망했다.
동명의 제임스 본드 영화의 주제곡인 〈Live and Let Die〉는 《Red Rose Speedway》 세션 중에 녹음되었지만, 《Live and Let Die》 사운드트랙에 수록되었다. 레인은 자신의 솔로 음반 《Japanese Tears》에 〈I Would Only Smile〉를 수록했다. 〈Mama's Little Girl〉도 세션 중에 녹음되었고 1990년에 B면 〈Put It There〉로 싱글로 발매된다. 버려진 다른 곡 중에는 〈Night Out〉, 〈Jazz Street〉, 〈Best Friend〉, 〈Thank You Darling〉, 〈The Mess〉 그리고 토마스 웨인의 곡 〈Tragedy〉의 커버판이 있다.

## 발매
음반은 발매에 앞서, 1973년 3월에 앞면 〈My Love〉, 뒷면은 〈The Mess〉인 리드 싱글이 발매되었다. 〈The Mess〉는 1972년 유럽 투어 때 라이브한 것을 녹음한 것이다. 애플 레코드는 《1962–1966》과 《1967–1970》, 두 컴필레이션 앨범을 먼저 발매했다. 《Red Rose Speedway》는 미국에서 1973년 4월 30일, 영국에서 5월 4일에 발매했다. 음반은 책같은 음반 커버 안에 윙스의 라이브 공연이 찍힌 12쪽의 작은 책자가 포장되어 있다. 커버 디자인은 할리데이비슨의 셔블헤드 엔진을 곽광 촬영으로 찍은 것으로, 에두아르도 파올로치가 맡았으며, 스티비 원더의 "We love ya baby" 점자 메시지를 뒷표지에 넣었다.
〈My Love〉는 영국 싱글 차트 9위까지 올랐고, 미국 빌보드 핫 100과 빌보드 어덜트 컨템퍼러리 차트에서 정상에 오른다. 이 싱글은 음반에 대한 기대치를 올렸고, 《Red Rose Speedway》는 영국 차트에서 5위, 미국 차트에서는 1위까지 올랐다.
오리지널 콤팩트 디스트판은, EMI의 명예(Fame) 라벨을 달고 1987년 10월 5일에 발매되었다. 다음의 세 추가곡이 들어있다. 〈I Lie Around〉, 〈Country Dreamer〉 그리고 〈The Mess (Live at The Hague)〉. LP판의 CD 에디션은 추가곡을 누락하고 같은 날 발매되었다. 1993년, 《Red Rose Speedway》는 《The Paul McCartney Collection》의 일부로서, 리마스터 후 재발매되었다. 추가곡은 〈C Moon〉, 〈Hi, Hi, Hi〉, 〈The Mess (Live at The Hague)〉 (B면 〈My Love〉) 그리고 〈I Lie Around〉 (B면 〈Live and Let Die〉)이다. 〈Country Dreamer〉는 이후 같은 시리즈의 《Band on the Run》에 수록되어 재발매되었다.

## 비평
| 전문가 평가              | 전문가 평가 |
| 평가 점수                | 평가 점수   |
| 출처                     | 점수        |
| ------------------------ | ----------- |
| 올뮤직                   | [ 27 ]      |
| 로버트 크리스트가우      | D+          |
| 필수적인 록 디스코그래피 | 5/10        |
| 뮤직하운드               | 2/5         |
| Q                        | [ 31 ]      |
| 롤링 스톤                | (긍정적임)  |
| 롤링 스톤 앨범 가이드    | [ 33 ]      |

《Red Rose Speedway》는 당시의 음악 비평가에게 엇갈린 반응을 얻었다. 많은 이들이 2류 정도의 곡이라고 일축했다. 작가이자 비평가인 밥 워핀든은 1981년에, 음반은 그와 윙스가 《Band on the Run》를 발매하여 마침내 완전한 존경을 받기 전의 "관객들을 계속해서 짜증나게 하는" 매카트니의 예라고 저술했다. 《렛 잇 록》지의 존 피전은 2면의 메들리는 전형적인 매카트니의 작사가로서의 "나태한" 사고방식을 나타낸다며, "《Red Rose Speedway》의 소리는 많은 차를 마신 후, 불 앞에서 슬리퍼를 신고, 카펫에 발을 올려놓고 쓴 것 같다. 그걸 듣고 있으면 마시멜로 요정과 10 라운드는 뛰고 온 것 같다."고 했다. 피전은 음반을 벌거숭이 임금님에 비유하며, 누구라도 매카트니의 판단력에 도전한다면 엉덩이를 걷어 차일 것이고, 매카트니는 이를 후회할 것이라고 했다. 빌리지 보이스의 비평가 로버트 크리스트가우는 매카트니가 "목적 없는 엉뚱한 생각"에 의존한다고 조롱했고, 음반에 대해 "록앤롤 역사상 틀림없는 최악의 음반"이라고 묘사했다.
그러나 작가 마이클 프론타니에 따르면, 음악가 레니 케이가 쓴 《롤링 스톤》의 대체로 좋음(generally favourable) 리뷰에서, 그가 매카트니에게 1970년까지 적대적이었던 감정이 음반을 통해 반전되었다고 한다. 프론타니는 다음과 같이 덧붙였다, "매카트니의 음악 세상이 멍청하고 안이한 몇몇 해설자에게 계속해서 비판을 받을 때, 케이는 리뷰에서 그것이 예술이 가야할 길을 표시했고, 록 비평가는 더 이상 매카트니에 왈가불가하지 말아야 한다고 말했다…" 《뉴욕 타임스》의 이안 도브는, 매카트니의 결과물은 계속해서 전 비틀즈 멤버 존 레논과 조지 해리슨에 비하면 못해지고 있지만, 《Red Rose Speedway》는 아직까지 그의 최고 음반으로 여겨진다고 적었다. 《NME》의 저술물에서, 토니 타일러는 음반을 "경량(lightweight)"이며, "지적인 자세(intellectual posture)"가 부족하나, "좋은 선율 구조로 깊은 인상을 주는데에 성공했다."고 덧붙였다.
《NME》와 같이, 《롤링 스톤》에서도 《Red Rose Speedway》의 의견이 이내 바뀌었다. 1973년 롤링 스톤 레코드 가이즈의 저술물에서, 존 스웬슨은 음반에 대해 "매카트니의 솔로 가수, 밴드 리더로서의 최악의 면"이며, "약함과 감상적인 헛소리로 가득찼다"고 말했다. 니콜라스 샤프너는 자신의 1977년 저서 《The Beatles Forever》에서, 음반을 "귀엽게 포동포동하다 – 매력있고, 무해하고, 유쾌한 휴식... 햇볕 아래에서의 늘어지는 오후의 완벽한 배경이다"라고 묘사했다.
올뮤직의 편집장 스티븐 토마스 얼와인은 《Red Rose Speedway》에 대해 매카트니의 "가장 일관성 없는 음반"이고 "음반의 스냅샷은... 고의로 방해한 것 같다. 어떤 제3자의 눈으로 봐도 생기있게 보이지 않는다."고 했지만, "핵심층을 들여다 보면, 매카트니의 자그마한 팡파레는 취하게 만들 것이다. 선율 뿐만이 아닌, 안이한 생산과 즉석적인 발명 덕이다."라고 덧붙였다. 비틀즈 전기 작가 로버트 로드리게스는 "극도로 고르지 않은 곡 모음집"이며, 선별되어 골라진 애비 로드 스타일의 메들리는 "그저 미완성이 아닌, 엉터리다"라고 했다. 글린 존스가 음반의 최종판을 "거슬린다"고 폄하할 때, 하워드 수네즈는 "그러나 음반 리뷰에서는 세 개 내지 다섯 개 이상의 별을 줄 수 밖에 없었다."고 적었다

## 곡 목록
전체 작사: 폴 매카트니, 린다 매카트니
| #  | 제목                       | 재생 시간 |
| -- | -------------------------- | --------- |
| 1. | 〈Big Barn Bed〉           | 3:48      |
| 2. | 〈My Love〉                | 4:07      |
| 3. | 〈Get on the Right Thing〉 | 4:17      |
| 4. | 〈One More Kiss〉          | 2:28      |
| 5. | 〈Little Lamb Dragonfly〉  | 6:20      |

| #  | 제목                                                            | 재생 시간 |
| -- | --------------------------------------------------------------- | --------- |
| 1. | 〈Single Pigeon〉                                               | 1:52      |
| 2. | 〈When the Night〉                                              | 3:38      |
| 3. | 〈Loup (1st Indian on the Moon)〉                               | 4:23      |
| 4. | 〈Medley: Hold Me Tight/Lazy Dynamite/Hands of Love/Power Cut〉 | 11:14     |

| #  | 제목                              | 재생 시간 |
| -- | --------------------------------- | --------- |
| 1. | 〈I Lie Around〉                  | 5:03      |
| 2. | 〈Country Dreamer〉               | 3:14      |
| 3. | 〈The Mess" (Live at the Hague)〉 | 4:58      |

| #  | 제목                              | 재생 시간 |
| -- | --------------------------------- | --------- |
| 1. | 〈C Moon〉                        | 4:32      |
| 2. | 〈Hi, Hi, Hi〉                    | 3:07      |
| 3. | 〈The Mess" (Live at the Hague)〉 | 4:55      |
| 4. | 〈I Lie Around〉                  | 4:59      |

## 원래의 더블 음반 곡 목록
원래는 더블 음반으로 계획되었다. 이 곡 목록은 아세트 디스트에서 1972년 11월 15일 계획한 초기 버전이다. 대부분의 곡은 나중에 B면에 수록되어 발매했으나, 공식적으로 발매하지 않은 곡도 있다.
| 1면 1. "Big Barn Bed" 2. "My Love" 3. "When the Night" 4. "Single Pigeon" 2면 1. "Tragedy" 2. "Mama's Little Girl" 3. "Loup (1st Indian on the Moon)" 4. "I Would Only Smile" | 3면 1. "Country Dreamer" 2. "Night Out" 3. "One More Kiss" 4. "Jazz Street" 4면 1. "I Lie Around" 2. "Little Lamb Dragonfly" 3. "Get on the Right Thing" 4. "1882" (live) 5. "The Mess I'm In" (live) |

### 미수록 곡들
레코딩 기간 중 녹음되었고, 음반의 최종판에 수록되지 못한 곡은 다음과 같다.
- "Thank You Darling" – 폴 매카트니와 린다 매카트니의 듀엣곡. 아직 공식적으로 발매되지 않았다.
- "Seaside Woman" – 린다 매카트니가 리더 보컬을 맡은 곡. 1977년 싱글 〈Suzy and the Red Stripes〉의 뒷면에 수록되어 발매된다.
- "Soily" – 라이브를 녹음한 것을 믹스다운한 것. 하지만 음반의 후보 명단에 오르지 못했다. 매키트니는 1972년 1월에 자신의 홈 스튜디오에서 곡을 녹음하기도 했고,[1] 이는 매카트니의 미개봉 "스튜디오 공연" 영화 《One Hand Clapping》에 담겼다. 곡은 맥니콜스 스포츠 아레나의 라이브 음반 《Wings over America》에 수록됨으로써, 공식적으로 발매되었다.[49][50]
- "Henry's Blues" – 윙스의 기타 연주자 헨리 맥컬러가 리드 보컬과 슬라이드 기타를 맡았다. 1972년 윙스의 유럽 투어 도중 라이브 녹음했다. 아직까지 공식적으로 발매되지 않았다.
- "Best Friend" – 라이브 녹음한 것을 스튜디오에서 믹스했으나, 아직까지 공식적으로 발매되지 않았다.
- "1882" – 1970년으로 거슬러 올라가 《McCartney》의 제작 시기에 데모가 녹음된 곡. 1972년 1월 집의 스튜디오에서 녹음된 바 있다.[1] 〈The Mess〉의 녹음이 이루어졌던 콘서트와 같은 곳(1972년 8월 21일, 헤이그)에서 라이브 녹음되었다. 스튜디오에서 오버더빙을 추가했으나 아직까지 공식적으로 발매되지 않았다.
- "I Would Only Smile" – 데니 레인이 리드 보컬을 맡은 곡. 나중에 레니의 솔로 음반 《Japanese Tears》에 수록된다.[51]

## 참가 인원
윙스
- 폴 매카트니 – 보컬, 피아노, 베이스, 기타, 전자 피아노, 멜로트론, 첼레스타, 무그 신시사이저
- 린다 매카트니 – 보컬, 피아노, 오르간, 전자 피아노, 전기 하프시코드, 타악기
- 데니 레인 – 보컬, 기타, 베이스, 하모니카
- 헨리 맥컬러 – 기타, 백업 보컬, 타악기
- 데니 세이웰 – 드럼, 타악기

추가 인원
- 휴 맥크라켄 – 전자 기타 (트랙 5)
- 데이비드 스피노자 – 전자 기타 (트랙 3)
- 앨런 파슨스 – 레코딩 엔지니어
- 딕슨 반 윙클 – 레코딩 엔지니어 (트랙 3 & 5)

## 차트
| 차트 (1973)                 | 순위 |
| --------------------------- | ---- |
| 호주 켄트 뮤직 리포트       | 1    |
| 벨기에 왈로니아 음반 차트   | 3    |
| 캐나다 RPM 100 음반         | 2    |
| 덴마크 음반 차트            | 2    |
| 네덜란드 메가차트 음반      | 6    |
| 프랑스 SNEP 음반 차트       | 9    |
| 이탈리아 음반 차트          | 2    |
| 일본 오리콘 주간 LP 차트    | 13   |
| 노르웨이 VG-lista 음반 차트 | 4    |
| 스페인 음반 차트            | 1    |
| 스웨덴 음반 차트            | 2    |
| 영국 음반 차트              | 5    |
| 미국 빌보드 탑 LPs & Tape   | 1    |

| 차트 (1973)         | 순위 |
| ------------------- | ---- |
| 호주 음반 차트      | 2    |
| 네덜란드 음반 차트  | 42   |
| 프랑스 음반 차트    | 44   |
| 이탈리아 음반 차트  | 28   |
| 미국 빌보드 팝 음반 | 33   |

## 판매량 인증
| 국가                 | 인증     |
| -------------------- | -------- |
| 캐나다 (뮤직 캐나다) | 플래티넘 |
| 영국 (BPI)           | 골드     |
| 미국 (RIAA)          | 골드     |